# Dusona associata
Dusona associata là một loài tò vò trong họ Ichneumonidae.